# Александра Урбаньчик
Александра Урбаньчик (пол. Aleksandra Urbańczyk, 13 листопада 1987) — польська плавчиня.
Учасниця Олімпійських Ігор 2016 року.
Призерка Чемпіонату світу з плавання на короткій воді 2012 року.
Чемпіонка Європи з плавання на короткій воді 2004 року, призерка 2005, 2006, 2007, 2011, 2013, 2015 років.